# Заовражье (Сланцевский район)
Заовражье — деревня в Новосельском сельском поселении Сланцевского района Ленинградской области.

## История
Две смежные деревни: Гверезна, состоящая из 23 крестьянских дворов и Заовражье, состоящая из 26 дворов, упоминаются на карте Санкт-Петербургской губернии Ф. Ф. Шуберта 1834 года.

ЗАВРАЖЬЕ — усадище принадлежит госпоже Гречиной, число жителей по ревизии: 5 м. п., 7 ж. п.

ЗАВРАЖЬЕ — деревня принадлежит госпожам Гречиной и Мордвиновой, число жителей по ревизии: 94 м. п., 100 ж. п.

ГВЕРЕЗДНО — деревня принадлежит господам Трефурту и Рындину 14 класса, число жителей по ревизии: 95 м. п., 123 ж. п. (1838 год)

Деревня Заовражье из 26 дворов отмечена на карте профессора С. С. Куторги 1852 года.

ЗАВРАЖЬЕ — деревня господина Майера, по просёлочной дороге, число дворов — 19, число душ — 73 м. п.

ГВЕРЕЗДНА — деревня господина Трефурта и Бибиковых, по просёлочной дороге, число дворов — 25, число душ — 71 м. п. (1856 год)

ЗАВРАЖЬЕ — мыза владельческая при речке Гверездне, число дворов — 1, число жителей: 17 м. п., 12 ж. п.;

ЗАВРАЖЬЕ — деревня владельческая при речке Гверездне, число дворов — 19, число жителей: 67 м. п., 69 ж. п.; Часовня православная

ГВЕРЕЗДНО — деревня владельческая при речке Гверездне, число дворов — 23, число жителей: 67 м. п., 73 ж.; Часовня православная. (1862 год) 

Сборник Центрального статистического комитета описывал её так:

ГВЕРЕЗДНА — деревня бывшая владельческая при речке Гверездне, дворов — 30, жителей — 231; часовня, школа. (1885 год)

В XIX — начале XX века деревни и мыза административно относились к Выскатской волости 1-го земского участка 1-го стана Гдовского уезда Санкт-Петербургской губернии.
Согласно Памятной книжке Санкт-Петербургской губернии 1905 года деревня Гверездно (Элиота) входила в 1-е Гверезднинское общество, а деревня Гверезно 2-е во 2-е Гверезднинское общество.

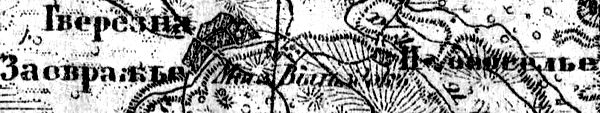
Деревни Заовражье и Гверезна на карте 1919 года

Согласно карте Петроградской и Эстляндской губерний 1919 года деревни назывались Заовражье и Гверезна.
В 1917 году деревни Гверездно и Заовражье находились в составе Гоголевской волости Гдовского уезда.
С 1918 года, в составе Рудненской волости.
С 1922 года, в составе Гверездненского сельсовета Доложской волости.
С февраля 1927 года, в составе Выскатской волости.
С августа 1927 года, в составе Рудненского района.
С 1928 года, обе деревни находились в составе Новосельского сельсовета. В 1928 году население деревни Гверездно составляло 151 человек, деревни Заовражье — 107 человек.
С 1930 года, деревня Заовражье в составе Савиновщинского сельсовета.
По данным 1933 года деревни Гверезно I и Гверезно II входили в состав Новосельского сельсовета Рудненского района, деревня Заовражье входила в состав Савиновщинского сельсовета. С августа 1933 года, обе в составе Гдовского района.
С марта 1935 года, деревня Заовражье также в составе Новосельского сельсовета.
С января 1941 года, в составе Сланцевского района.
С 1 августа 1941 года по 31 января 1944 года, германская оккупация.
С 1963 года, в составе Кингисеппского района.
По состоянию на 1 августа 1965 года деревни Гверездно и Заовражье входили в состав Новосельского сельсовета Кингисеппского района.
С ноября 1965 года, вновь в составе Сланцевского района. В 1965 году население деревни Гверездно составляло 87 человек, население деревни Заовражье составляло 52 человека.
По данным 1973 и 1990 годов в состав Новосельского сельсовета входила единая деревня Заовражье.
В 1997 году в деревне Заовражье Новосельской волости проживали 47 человек, в 2002 году — 42 человека (русские — 98 %).
В 2007 году в деревне Заовражье Новосельского СП проживали 53 человека, в 2010 году — 48 человек.

## География
Деревня расположена в юго-восточной части района на автодороге 41К-020 (Сижно — Будилово — Осьмино).
Расстояние до административного центра поселения — 2 км.
Расстояние до ближайшей железнодорожной платформы Сланцы — 33 км.
Близ деревни протекает река Гверезинка.

## Демография
| 1862 | 2007 | 2010 | 2017 |
| ---- | ---- | ---- | ---- |
| 165  | ↘53  | ↘48  | ↗105 |